# Pont-d'Ouche
Pour les articles homonymes, voir Pont (toponyme).

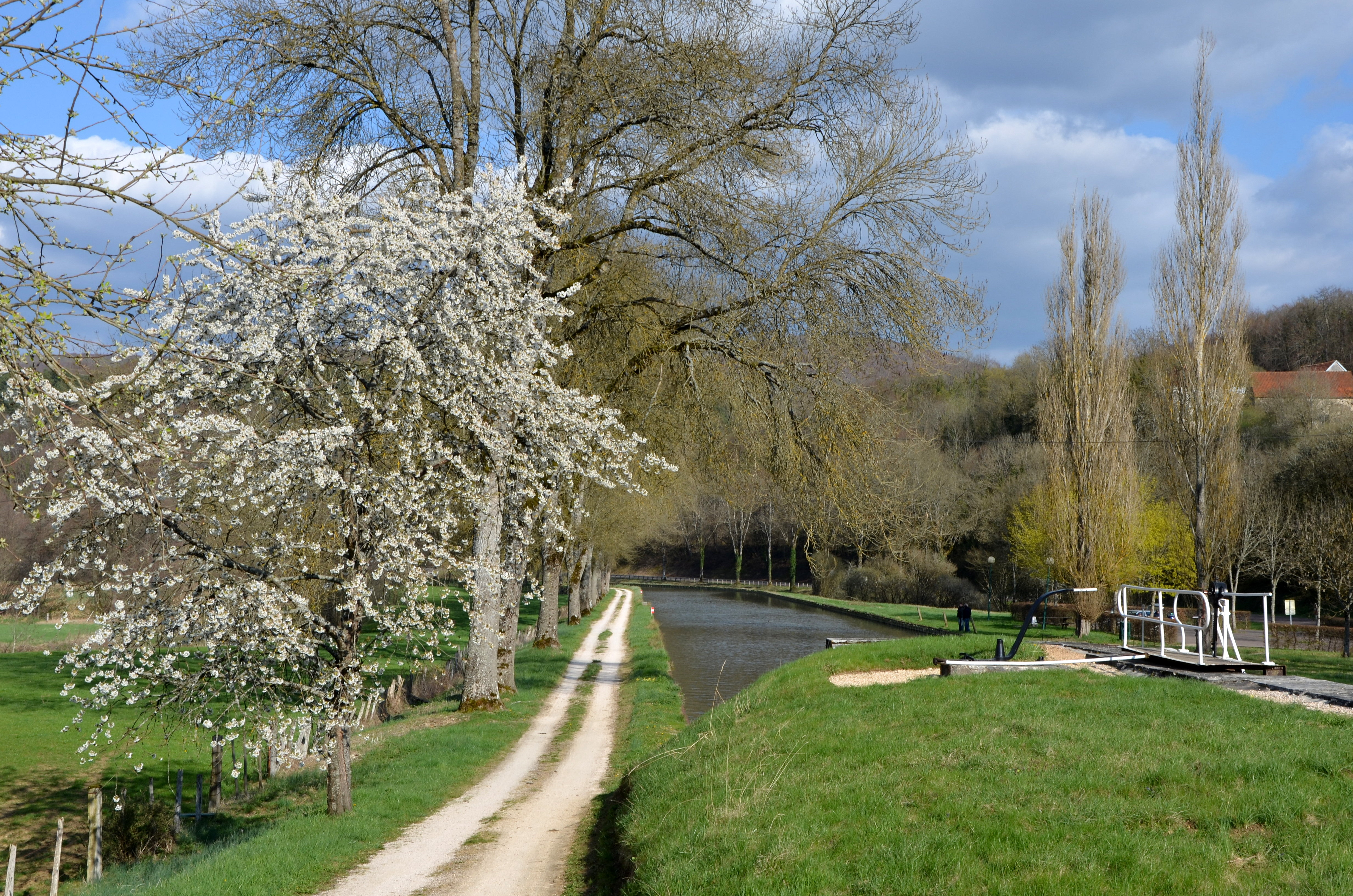
Écluse amont de Pont-d'Ouche sur le canal de Bourgogne

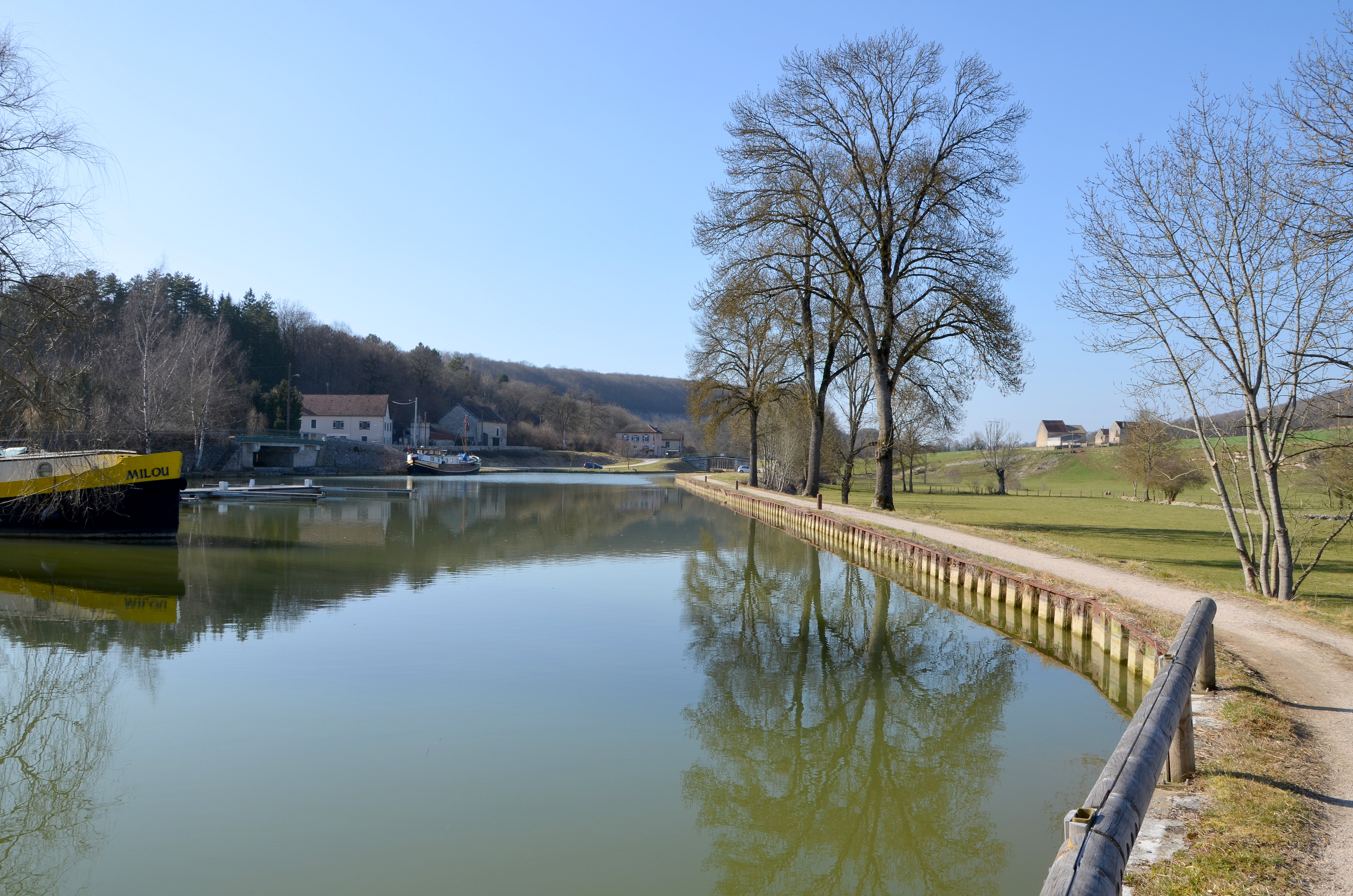
Le canal de Bourgogne au pont d'Ouche

Pont-d'Ouche est un petit village de la Côte-d'Or en Bourgogne-Franche-Comté. Il fait partie de la commune de Thorey-sur-Ouche et se trouve 2 km plus au sud de celle-ci. Une partie du territoire du hameau est rattachée à la commune d'Aubaine.
Situé sur le versant Saône du cours du canal de Bourgogne à l'endroit où celui-ci fait un virage à 120° pour remonter vers le nord-ouest, il fut pendant un temps un port important et reste bien connu des usagers du canal.

## Ambiance

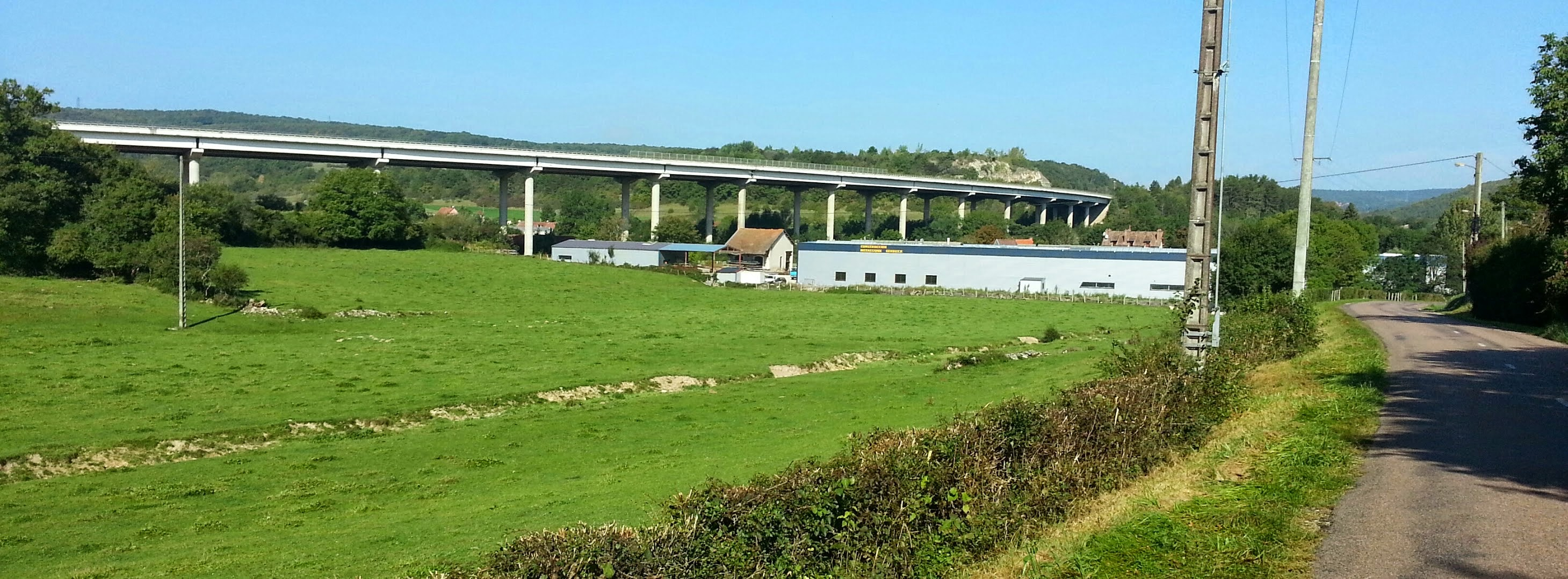
Le viaduc

C'est le point à partir duquel l'Ouche partage sa vallée avec le canal de Bourgogne, jusqu'à Dijon. La route D33 suit le même chemin jusqu'à Veuvey-sur-Ouche.
L'écluse no 20, la plus proche, est appelée "écluse Pont-d'Ouche" (autrefois dite "écluse du Télégraphe"). Elle est à 700 m de la plus proche écluse en direction de la Saône, et à 1,1 km de la plus proche en direction de l'Yonne. On trouve un restaurant / bistrot proposant des produits du terroir. Les bateaux peuvent se ravitailler en eau, vider leurs ordures dans des containers appropriés, et ont de l'électricité, des douches et toilettes à leur disposition. Les péniches s'amarrent à des quais en pierre dont certains leur sont réservés ; les bateaux plus petits peuvent utiliser les pontons flottants.
La localité est surplombée de plus de 25 m par le viaduc de Pont d'Ouche, long de 504 m, recevant l'autoroute A6. Il a été inauguré le 29 octobre 1970.

## Histoire
La commune, très tôt au XIXe siècle, fut desservie par le train, implantée sur le tracé du chemin de fer d'Épinac, construit de 1829 à 1835, qui allait d'Épinac au canal de Bourgogne. Le charbon d'Épinac-les-Mines y était amené par train, et chargé sur les péniches.
Il y avait au XIXe siècle une fabrique de tuiles proche du bassin du port. Cette fabrique avait une darse privée, ouvrant sur le canal. La darse est de nos jours séparée du canal par un mur en briques et sert aux canards, grenouilles et autres habitants des eaux.

## Monuments
Le pont-canal à trois arches, qui fait passer le canal de Bourgogne au-dessus de l'Ouche.

## Tourisme

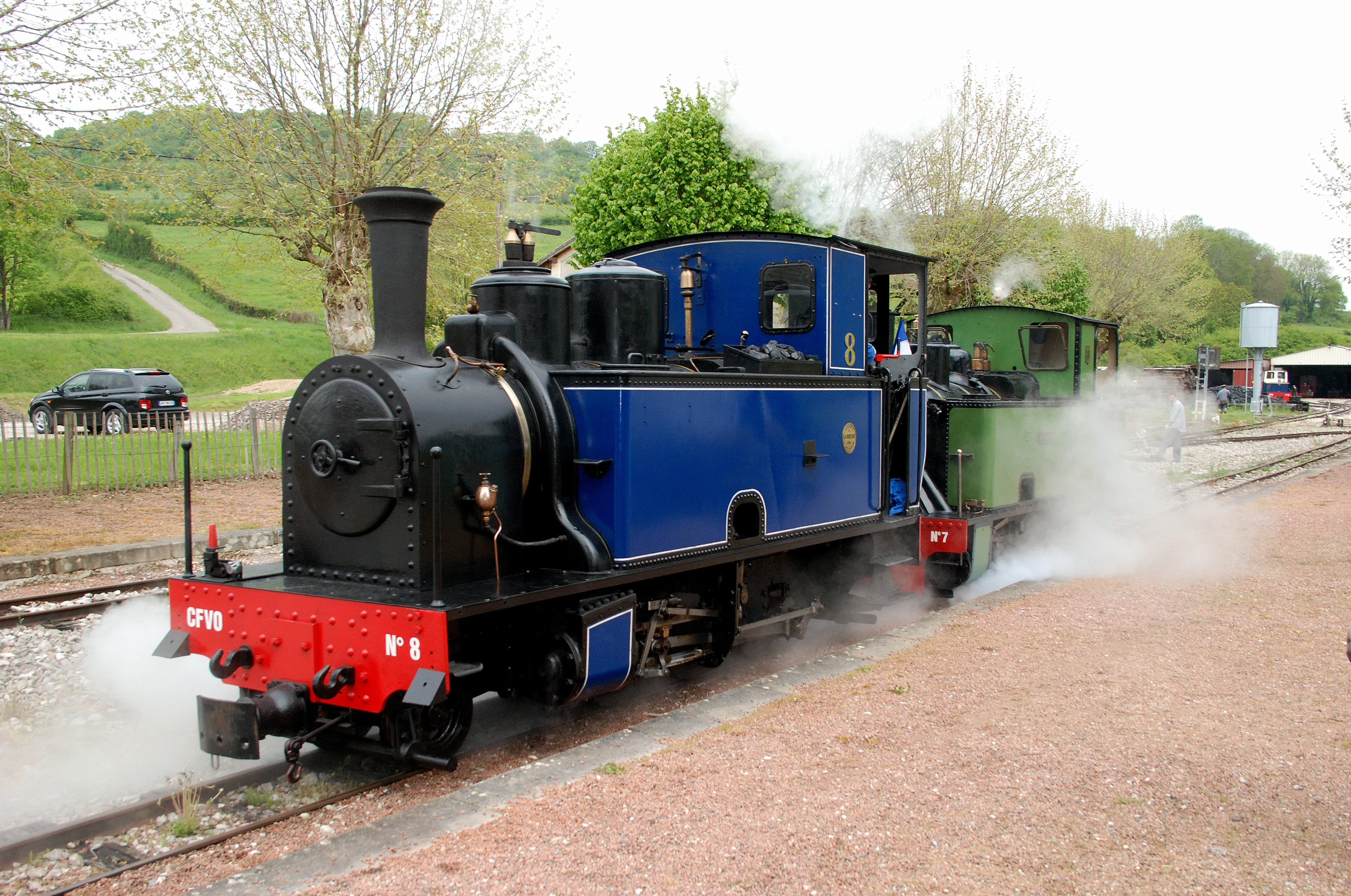
Le train touristique de la vallée de l'Ouche.

Le village fait partie de la randonnée « Pouilly-en-Auxois - Dijon ». La piste du Véloroute du canal de Bourgogne y passe aussi.
Il y a de nombreux sentiers de randonnées.
La partie du canal de Bourgogne passant par la vallée de l'Ouche a une excellente réputation de beauté sauvage et calme - certains la placent dans les premières positions de l'ensemble du réseau de voies d'eau françaises. Aujourd'hui le port de Pont-d'Ouche est devenu un port très touristique, quelques connaisseurs s'en servent comme base pour une bonne partie de l'été.
Pont-d'Ouche est le point d'arrivée du train touristique « Chemin de fer de la vallée de l'Ouche », qui part de Bligny-sur-Ouche à 7 km de là et suit l'emprise de l'ancien chemin de fer d'Épinac : construit de 1829 à 1835, il allait d'Épinac au canal de Bourgogne sur une voie de 60 cm de large. Ce petit train à vapeur sur voie étroite fonctionne depuis 1978 et a reçu en 2010 le trophée du tourisme familial.

## Culture
En août 1973, Bertrand Blier tourne les scènes de la maison d'éclusier du film Les Valseuses à Pont-d'Ouche.